# ناحیه نویزیل آم زی
ناحیه نویزیل آم زی (به آلمانی: Neusiedl am See District) یک ناحیه در اتریش است که در بورگن‌لاند واقع شده‌است. ناحیه نویزیل آم زی ۵۵٬۴۹۱ نفر جمعیت دارد.